# Ceillac
Ceillac (okzitanisch Celhac) ist eine südfranzösische Gemeinde im Département Hautes-Alpes in der Region Provence-Alpes-Côte d’Azur. Sie gehört zum Arrondissement Briançon und zum Kanton Guillestre. Die Bewohner nennen sich Ceillaquins.

## Geographie
Die Gemeinde liegt im Queyras rund 30 Kilometer (Luftlinie) südsüdöstlich von Briançon im Tal des Flusses Cristillan. Nachbargemeinden sind Château-Ville-Vieille und Molines-en-Queyras im Norden, Saint-Véran im Nordosten, Saint-Paul-sur-Ubaye im Südosten, Vars im Südwesten und Guillestre im Nordwesten.
Das Gemeindegebiet gehört zum Regionalen Naturpark Queyras.

## Bevölkerungsentwicklung
| Jahr      | 1962 | 1968 | 1975 | 1982 | 1990 | 1999 | 2008 | 2014 |
| --------- | ---- | ---- | ---- | ---- | ---- | ---- | ---- | ---- |
| Einwohner | 202  | 208  | 234  | 292  | 289  | 276  | 304  | 296  |

## Sehenswürdigkeiten

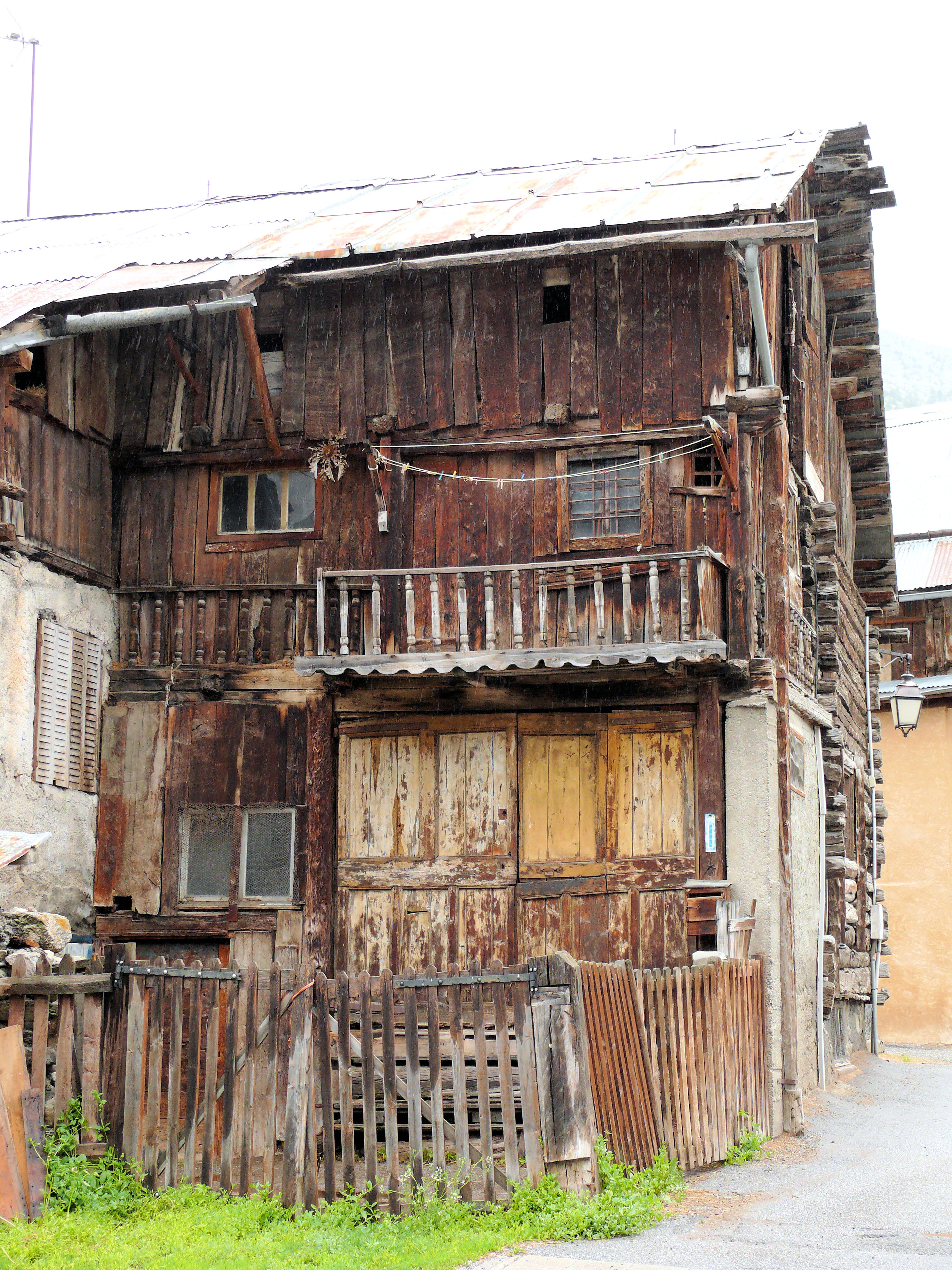
Maison Chabrand

- Maison Chabrand, Monument historique
- Kirche Saint-Sébastian, Monument historique
- Kirche Sainte-Cécile, Monument historique

## Wirtschaft und Infrastruktur
Westlich vom Hauptort an der Departementsstraße D60, am Ufer des Bachs Cristillan auf rund 1650 m Höhe, wurde im Dezember 2023 das Biathlonstadion Stade de Biathlon 4 saisons mit Rollski-Strecken in Betrieb genommen. Im Sommer 2025 trainierte hier das französische Nationalteam.